# Otto Ebel (Holzschneider)
Otto Theodor Ebel (* 15. Juli 1843 in Potsdam; † 22. September 1893 in Berlin) war ein deutscher Holzschneider, Graphiker und Buch-Illustrator. Bekannt wurde er vor allem für seine Architektur-Holzschnitte, die das Centralblatt der Bauverwaltung vom Entstehen an maßgeblich prägten.

## Leben
Ebel erlernte den Beruf des Holzschneiders in Berlin, wo er auch zeitlebens arbeitete. Nach 1860 eröffnete er eine eigene Werkstatt zur Anfertigung von Holzschnitten. In den früheren Jahren seines selbständigen Schaffens war er mehr mit der Anfertigung von Holzschnitten für geschichtliche oder Unterhaltungs-Schriften beschäftigt. Darunter waren Der schleswig-holsteinsche Krieg im Jahre 1864 von Theodor Fontane, wobei die Anfertigung der Holzschnitte nach Zeichnungen von L. Burger und Luder erfolgte.
Später wandte er sich ganz dem technischen und Architektur-Holzschnitt zu. In der Werkstatt Ebels entstanden, nicht nur durch ihn persönlich, eine Fülle von Holzschnitten. Obwohl die Holzschneidekunst durch billige mechanische Vervielfältigungsverfahren bereits verdrängt wurde, waren diese in fast allen wichtigen Publikationen des Ingenieurwesens vertreten und hatten Einfluss auf die Entwicklung des technischen Illustrationswesens. Ebels Werkstatt war damit praktisch einzigartig.
Am 22. September 1893 erlag Otto Ebel im 51. Lebensjahre nach kurzem Leiden einem Schlagfluss. Im Nachruf des Centralblattes der Bauverwaltung hieß es „insbesondere das Centralblatt der Bauverwaltung wird nicht vergessen, was es seinem dahingeschiedenen Arbeitsgenossen zu danken hat.“ Noch bis mindestens 1899 erschienen hier vereinzelt Arbeiten Ebels.

## Arbeiten

Holzschnitt von Otto Ebel

Otto Ebels Holzschnitte waren nach Ansicht seiner Zeitgenossen von Liebe, Geschick und architektonischem Verständnis geprägt. Besonders erwähnenswert sind die Illustrationen in den folgenden Werken.
- Grundzuege des Eisenbahn-Maschinenbaues von Georg Meyer
- Hütte – Des Ingenieurs Taschenbuch
- Lehrbuch der Hochbau-Konstruktionen von Rudolf Gottgetreu
- Zeitschrift des Vereins deutscher Ingenieure, die Holzschnitte der frühen Jahrgänge wurden von ihm gefertigt
- Centralblatt der Bauverwaltung, seine Holzschnitte prägten die Zeitschrift etwa 20 Jahrgänge lang
- Zeitschrift für Bauwesen